# بني عكي (إجرماواس)
بني عكي هي إحدى مشيخات المملكة المغربية، تتبع جغرافيا لإقليم الدريوش وإداريًا لإجرماواس. يقدر عدد سكانها بـ 7817 نسمة حسب الإحصاء الرسمي للسكان والسكنى لسنة 2004.